# Christmas Eve
Christmas Eve on the Mountains, renommé plus tard simplement Christmas Eve, est un poème symphonique du compositeur britannique Arnold Bax, composé en 1912.

## Contexte
Arnold Bax s'est inspiré d'une promenade hivernale à Gleann na Smól à Dublin. Il a aussi utilisé la mélodie d'un credo que l'on retrouve dans la Messe en si mineur de Jean-Sébastien Bach et dans Ainsi parlait Zarathoustra de Richard Strauss. Le chef d'orchestre Balfour Gardiner a dirigé la création de l'œuvre le 4 mars 1913 avec le New Symphony Orchestra, lors d'un concert de plusieurs œuvres de différents compositeurs. Cependant, l'œuvre n'a pas eu un grand succès, raison pour laquelle Arnold Bax l'a révisée et renommée. La date de la révision n'a pas été donnée par le compositeur, mais Graham Parlett estime que le manuscrit révisé date d'environ 1921. Arnold Bax a peu retouché la première copie, supprimant quelques mesures et en ajoutant quelques autres. La version originale a été jouée, mais pas la version révisée. La première exécution de la version révisée n'a eu lieu qu'en 1979, avec Leslie Head et l'orchestre symphonique de Kensington. Après cette interprétation, l'œuvre n'a plus été rejouée jusqu'à l'enregistrement par le label Chandos en 2017.

## Orchestration
L'œuvre est écrite pour trois flûtes et un piccolo, deux hautbois, un hautbois alto, deux clarinettes, une clarinette basse, deux bassons, un contrebasson, quatre cors, trois trompettes, trois trombones, un tuba, des timbales, un orgue, une harpe, les cordes composées des violons, des altos, des violoncelles et des contrebasses.